# Barbara de Jong
Barbara Francine (Barbara) de Jong (Enschede, 22 juni 1952) is een voormalige Nederlandse roeister. Ze nam eenmaal deel aan de Olympische Spelen, toen deze voor het eerst werden opengesteld voor het damesroeien, maar won bij die gelegenheid geen medaille.
De Jong maakte haar olympisch debuut op de Olympische Zomerspelen 1976 in Montreal (Canada) op het onderdeel acht met stuurvrouw. De Nederlands roeiploeg werd in de eliminaties vierde in 3.06,78. In de herkansing behaalde ze een derde plaats in 3.21,44. Hierdoor mocht de ploeg starten in de kleine finale en behaalde hierbij een tijd in 3.35.87, goed voor een derde plaats van in totaal acht ploegen. Echter, omdat slechts zes ploegen de finale voeren en twee ploegen de kleine finale (Polen en Holland) werd er geen medaille behaald.
Ze studeerde rechten en was aangesloten bij de Leidse studentenroeivereniging Njord.

## Palmares

### Roeien (dubbel vier)
- 1975: 5e op de WK Nottingham- 3.36,55

### Roeien (acht met stuurvrouw)
- 1974: 5e op de WK Luzern
- 1976: 8e OS - 3.35,87

### Reserveplaats WK Roeien Amsterdam in de dubbeltwee 1977
De Jong verkoos af te studeren en liet haar ploeggenote Liesbeth Vosmaer in 1977 als reserve gaan in de skiff.

### Selectie Olympische Spelen Moskou
- Maakte deel uit van de selectie roeien voor de Olympische Spelen in Moskou, maar werd niet uitgezonden.

Karin Abma · 
Joke Dierdorp · 
Barbara de Jong · 
Annette Schortinghuis-Poelenije · 
Marleen van Rij · 
Maria Kusters-ten Beitel · 
Liesbeth Pascal-de Graaff · 
Loes Schutte · 
Evelien Koogje (stuurvrouw)